# Huddinge centrum
Huddinge centrum är den centrala delen av kommundelen Sjödalen-Fullersta i Huddinge kommun, dess kommuncentrum samt ett handelscentrum som ligger sydost om Huddinge station. Bebyggelsen ingår i Stockholms tätort.

## Historia

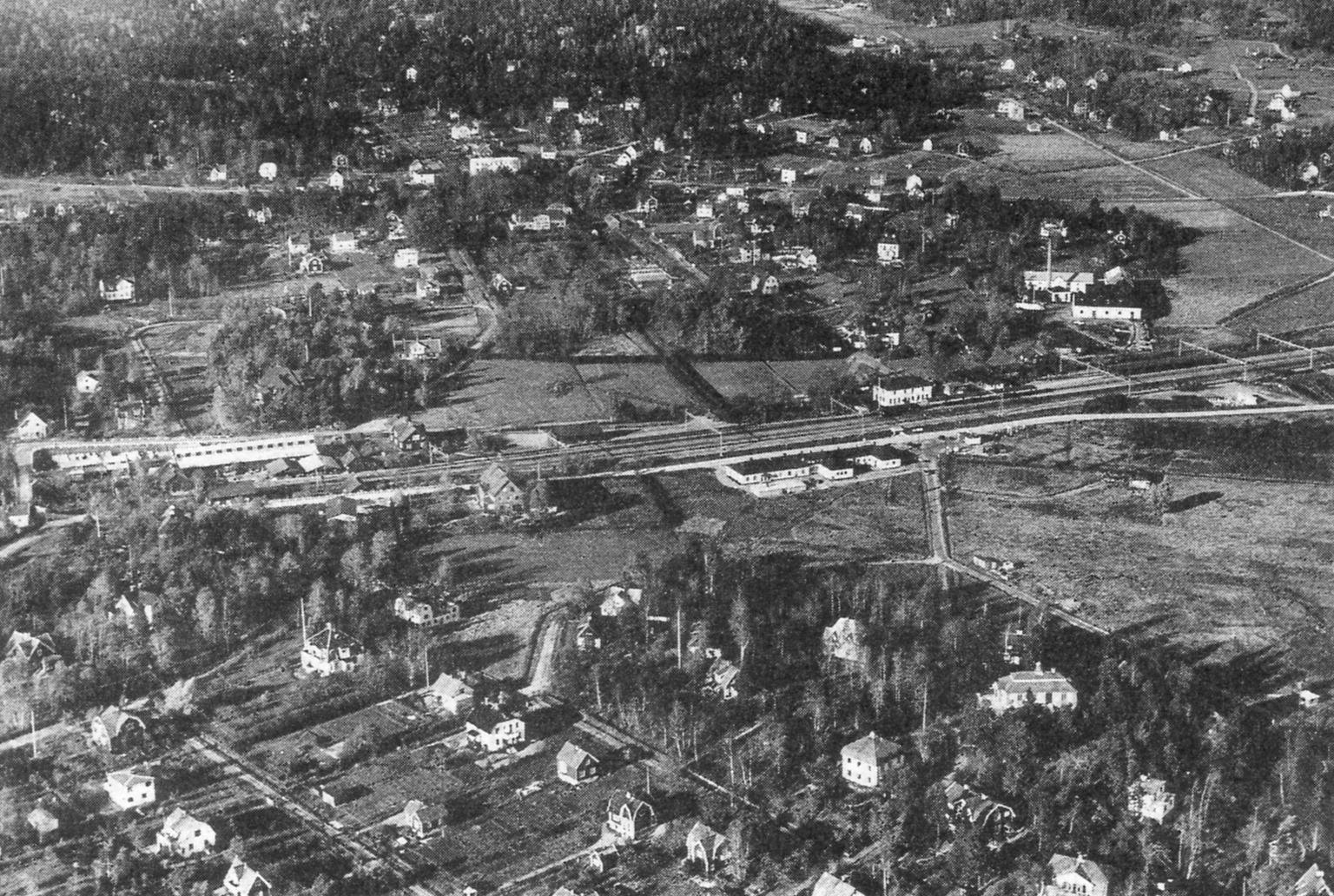
Centrala Huddinge sydostifrån, 1936.

Huddinge station inrättades 1860 när järnvägssträckan Stockholms södra−Södertälje byggdes. Kring stationen formades stationssamhället Huddinge, 1902 lanserad som Huddinge villastad på vars mark senare Huddinge centrum växte upp.  Redan på 1920-talet uppstod ett litet affärscentrum med enkla byggnader. Bland dem fanns den så kallade "liggande skyskrapan", en låg och lång träbyggnad i 1 ½ plan som innehöll butiker och serviceinrättningar.
1924 inrättades Huddinge municipalsamhälle vari 1947 uppgick Hörningsnäs villastads municipalsamhälle, Stuvsta municipalsamhälle, Fullersta municipalsamhälle och Snättringe municipalsamhälle och Huddinge municipalsamhälle bildade en stormunicip. Detta upphörde 31 december 1952. Huddinge var en administrativ tätort tills det moderna tätortsbegreppet infördes 1950 och centralorten räknas sedan dess som sammanvuxen med tätorten Stockholm.
I slutet av 1950- och början av 1960-talet uppfördes bebyggelsen i Huddinge centrum intill Huddinge station enligt arkitekt Sture Fröléns planer. Han var även arkitekt bakom Huddinge kommunalhus. Hälften av bostäderna består av lägenheter i flerbostadshus. De äldsta byggdes under 1950- och 1960-talen. Fullerstatorget, blev Huddingebornas samlingspunkt.

## Affärscentrumet
1985 invigdes nuvarande centrumanläggning, som är en kraftig utbyggnad av ett mindre affärscentrum från 1950-talet. Stora marksättningar på grund av den gamla sjöbottnen hade tvingat fram en ny- och ombyggnad. Marken stabiliserades genom pålning och nuvarande centrum tillkom. Debatten var livlig om utformningen och många ville ha ett klimatskyddat inomhuscentrum men till slut vann nuvarande utformning.
Centrumområdet består av en yta på 60 202 kvadratmeter. Där finns 54 butiker, 10 restauranger och kaféer samt 409 bostadslägenheter. Runt 400 människor har sin arbetsplats här. Det finns två större inomhusparkeringar med 1 200 parkeringsplatser. I anslutning till centrumet ligger pendeltågsstation och två bussterminaler. Centrumet har fyra torg, Forelltorget, Sjödalstorget, Lizzies torg och Lilla sjödalstorget. Vid Sjödalstorget finns Centrumscenen. I centrumområdet återfinns också Centrumkyrkan, Sjödalsgymnasiet, Huddinge vårdcentral och folktandvården. I Folkets hus ligger Huddinge Konferens Center och biografen Filmstudion, här har också två trafikskolor sina lokaler. 
Centrumet är utsmyckat med 22 konstverk av bland annat Acke Oldenburg, Asmund Arle, Johan Petterson, Jörgen Hammar, Majalisa Alexandersson, Mats Åberg, Håkan Bull, Nils G Stenqvist, Peter Dahl, Peter Linde, Petter Hellsing, Thomas Qvarsebo och Veikko Keränen.
Huddinge Centrum har ett samarbete med Jokkmokk, vilket resulterar i evenemanget Jokkmokksdagarna varje år. Andra årliga evenemang är Jazzdagarna, Huddingedagarna, 1 000 meter konst och Isskulpturtävling. 2012 hölls även Huddingefestivalen i Björkängshallen.

## Bilder

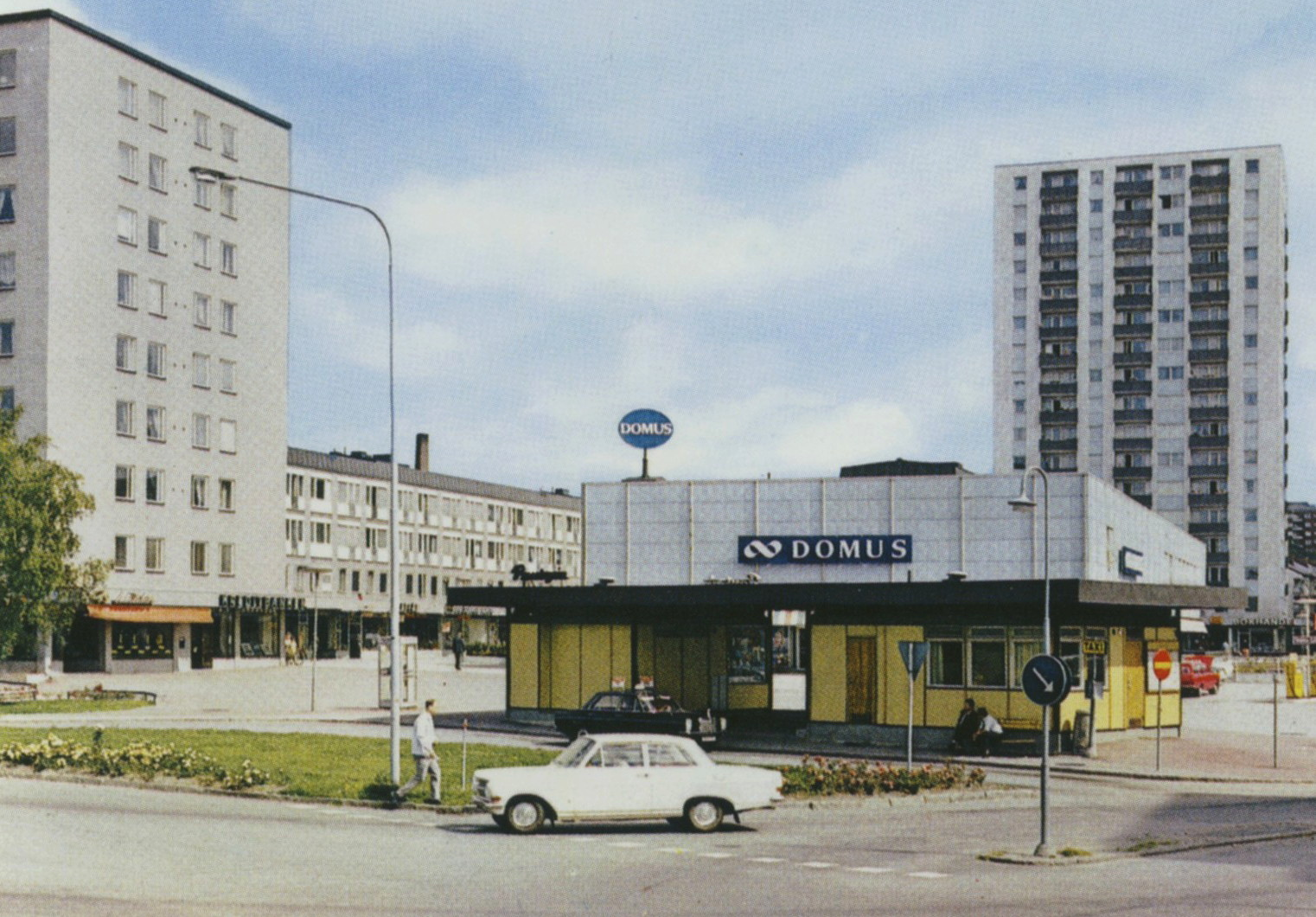
Huddinge Centrum på 1960-talet
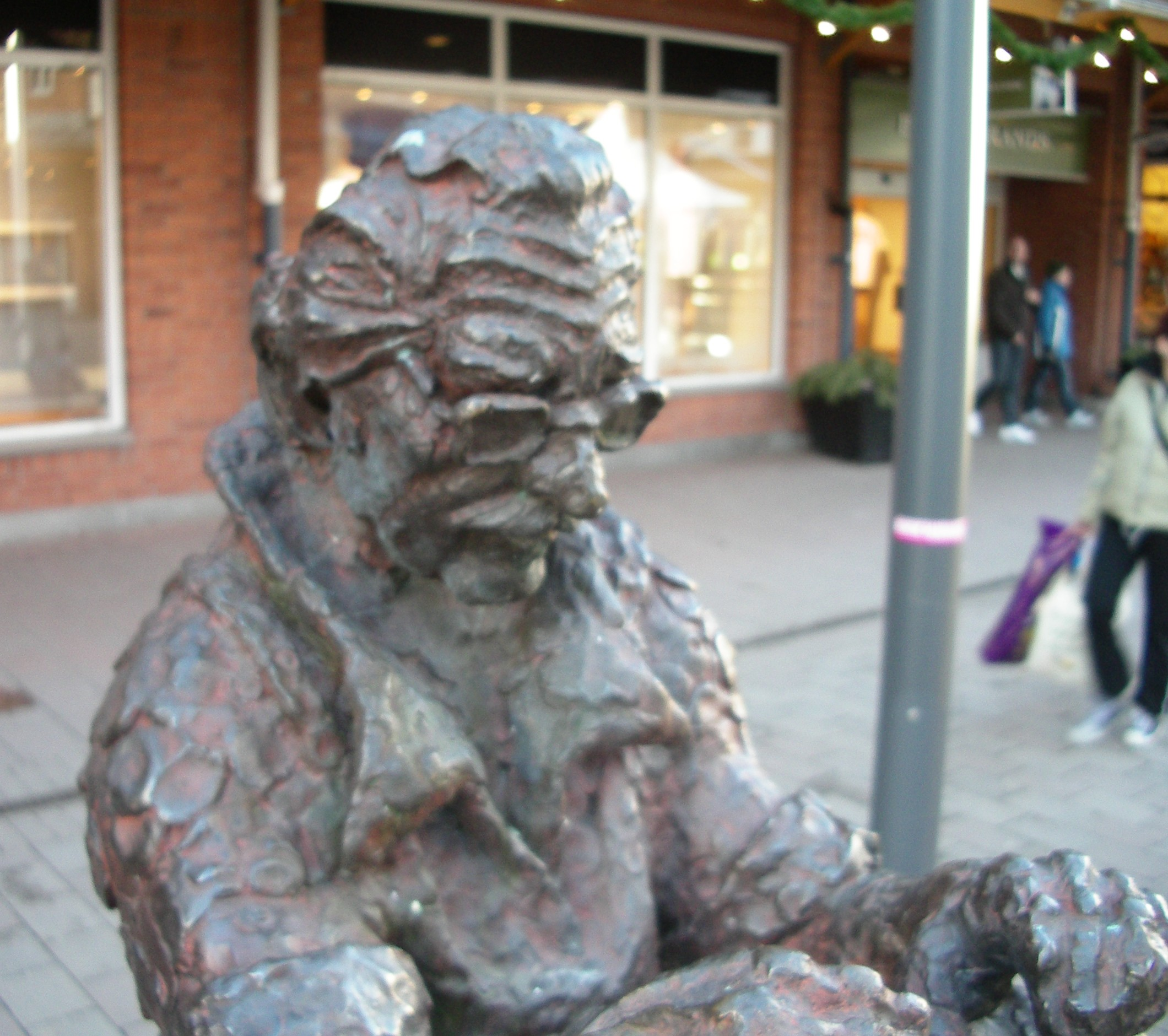
Jörgen Hammars skulptur "Asmund Arle"
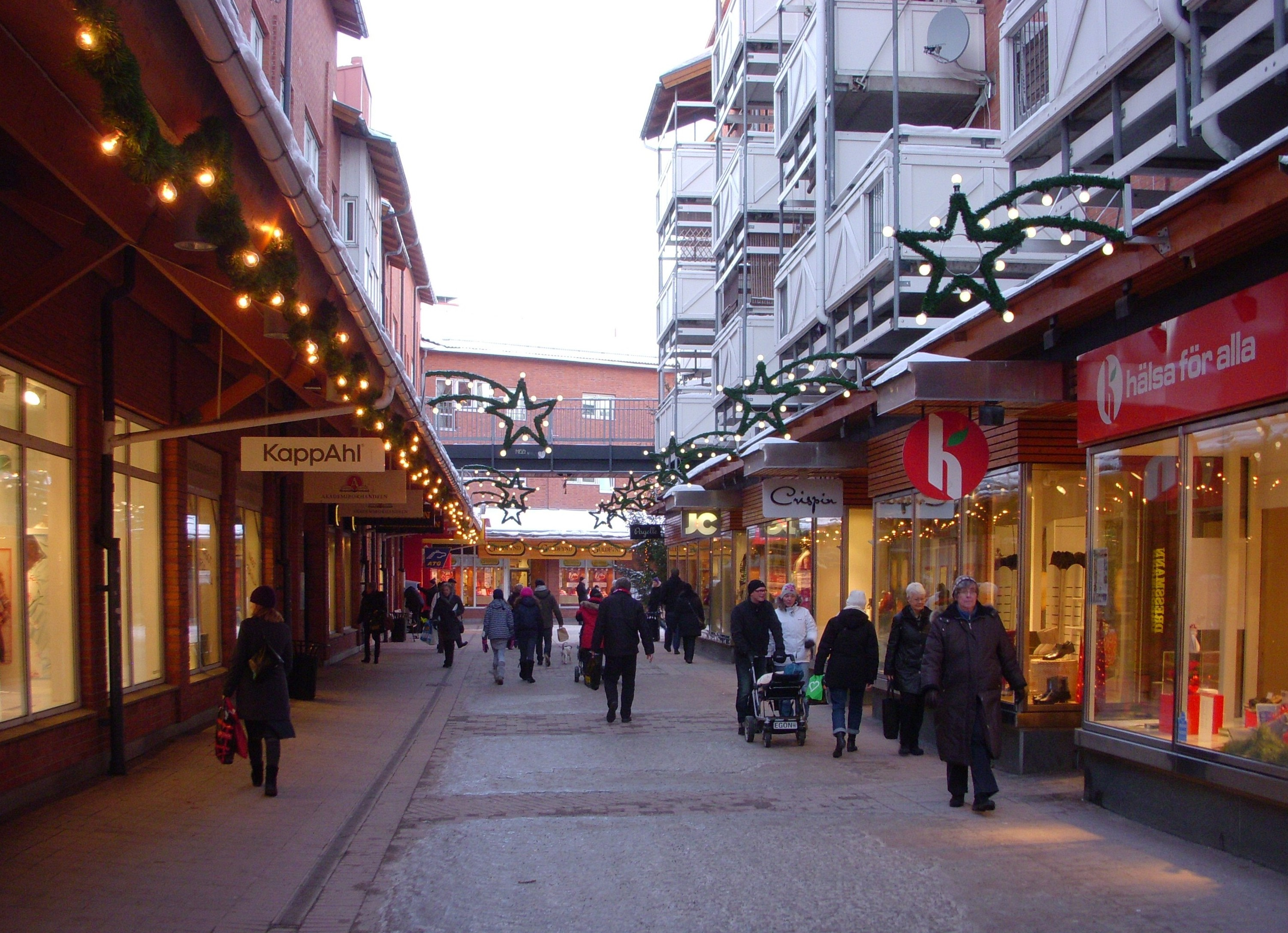
Huddinge centrum 2010
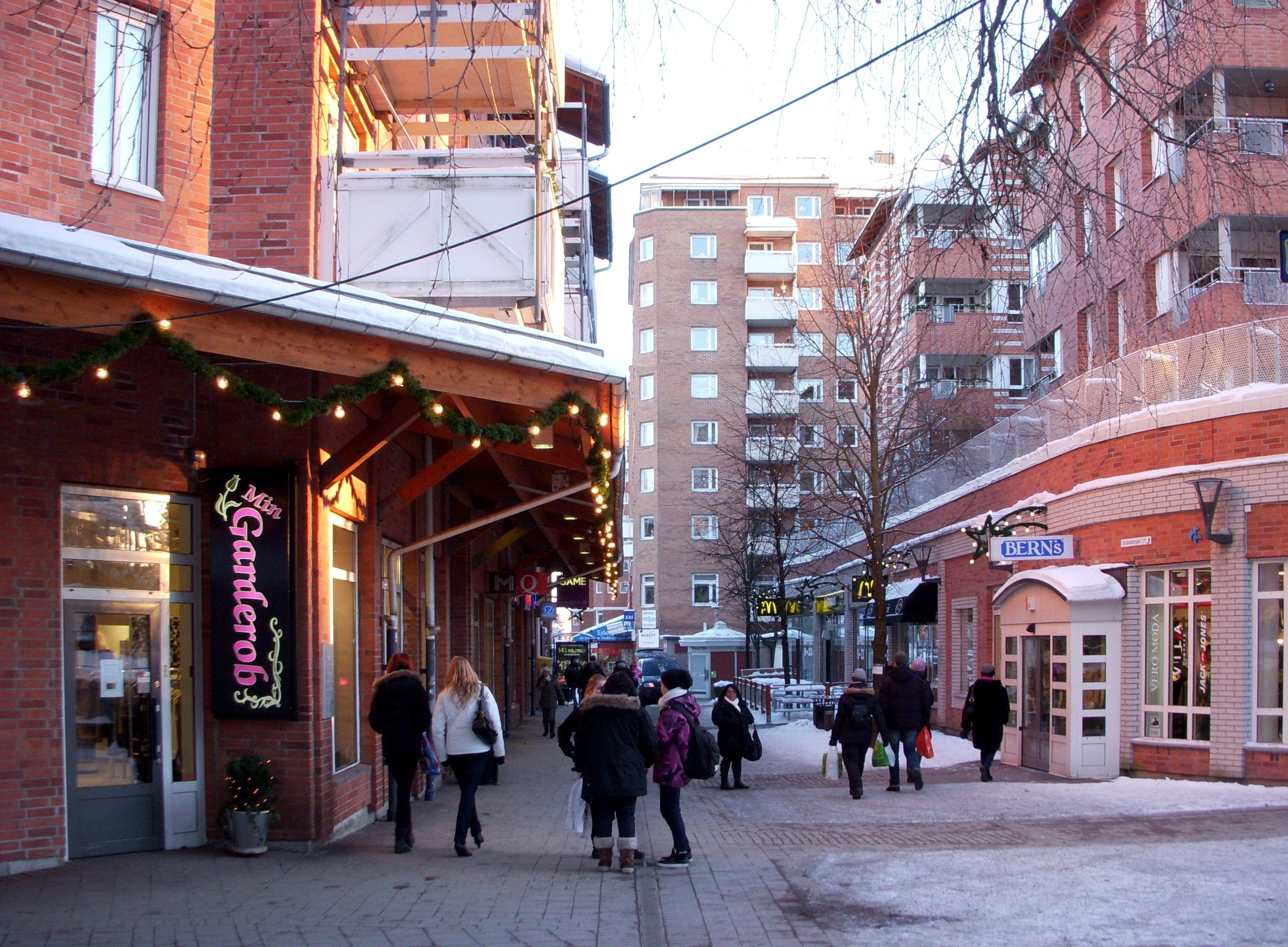
Huddinge centrum 2010
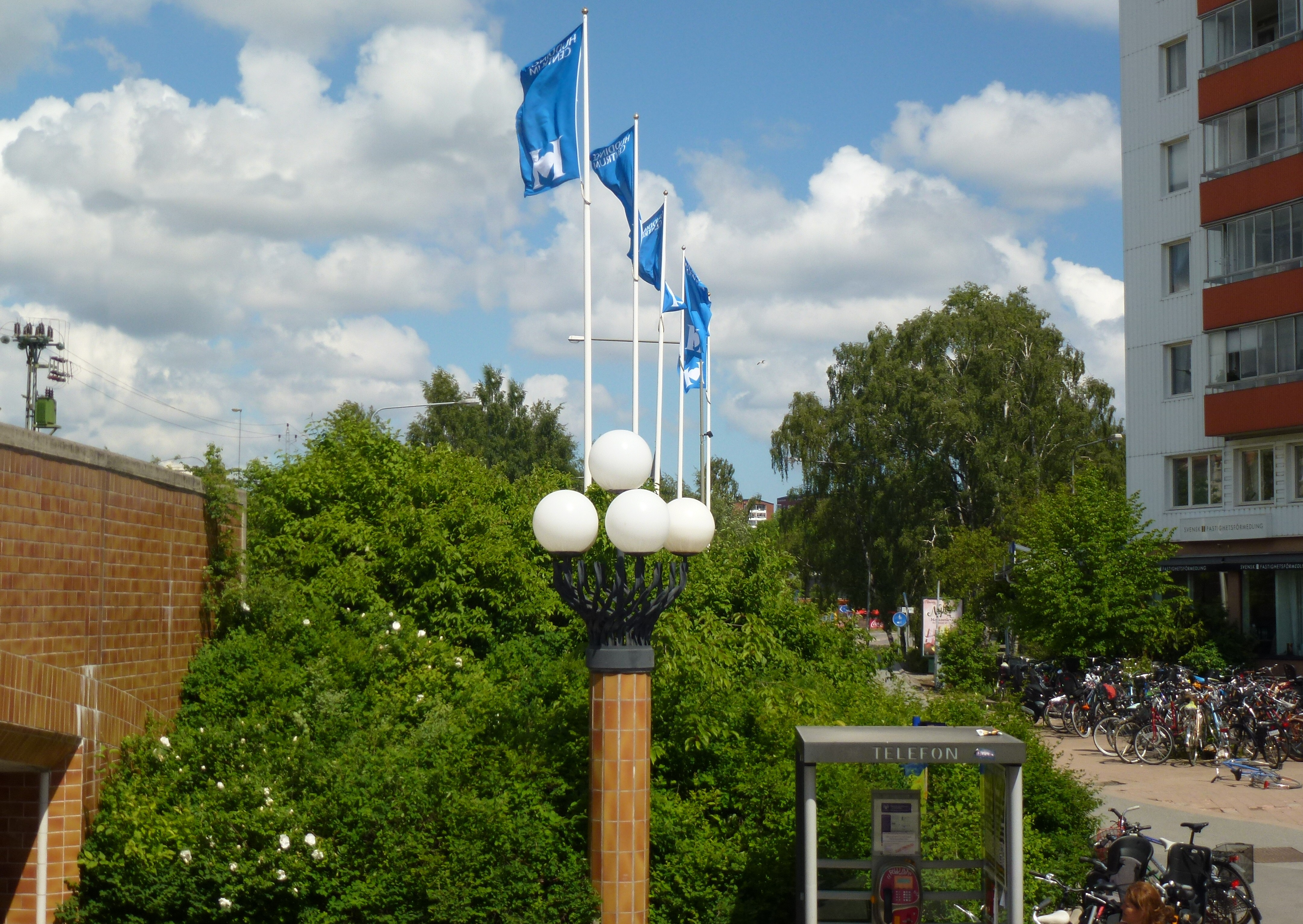
Huddinge centrum vid järnvägsstationen, 2012.